# اچ‌ام‌اس آنزلو (۱۹۱۶)
اچ‌ام‌اس آنزلو (۱۹۱۶) (به انگلیسی: HMS Onslow (1916)) یک کشتی بود که طول آن ۲۶۹ فوت (۸۲ متر) بود. این کشتی در سال ۱۹۱۶ ساخته شد.